# Widemir Normil
Widemir Normil, né le 2 février 1963 à Port-au-Prince, est un acteur et scénariste québécois. Il est présentement[Quand ?] connu pour son rôle de Fardoche dans l'émission pour enfants Passe-Partout diffusée sur la chaîne de télévision publique Télé-Québec.

## Biographie
Widemir Normil est né le 5 février 1963 à Port-au-Prince en Haïti, et est arrivé au Québec à l’âge de 6 ans. Il passe son enfance à Saint-Jean-sur-Richelieu.
Le 17 mai 2018, Télé-Québec annonce la nouvelle distribution de l'émission pour enfants Passe-Partout. Widemir Normil est le nouvel interprète pour le rôle de Fardoche, l'homme de la ferme.
Widemir Normil (Wid ou Widou) a été un athlète de niveau provincial et national au volley-ball, gagnant du Bol d’or avec les Géants de St-Jean au football collégial AA.
Il démontre une très grande versatilité en participant au Cegep en spectacle dans les années ‘80 en tant que duo comique avec Jean-Marc Parent. Il devient aussi mannequin à cette époque.

## Filmographie

### Cinéma

#### comme acteur
- 1989 : Cruising Bar : portier Western
- 1994 : Mouvements du désir : préposé
- 1995 : La Passion de l'innocence (vidéo)
- 1995 : Liste noire : médecin légiste
- 1998 : L'Âge de braise : Mangala / Roger
- 2001 : Karmen (Karmen Geï) : superintendant
- 2001 : Rock et Belles Oreilles: The DVD 1988 (vidéo)
- 2004 : Le Dernier Tunnel : gardien Robert Jolicoeur
- 2004 : Comment conquérir l'Amérique
- 2008 : Le Grand Départ de Claude Meunier : père Joe
- 2009 : Filière 13 : chef de police Baptiste Eustache
- 2015 : Le Scaphandrier : curé François St-Juste

#### comme scénariste
- 1995 : La Passion de l'innocence (vidéo)

## Doublage

### Cinéma

#### Longs métrages
- Idris Elba dans :
  - 2015 : Avengers : L'Ère d'Ultron : Heimdall
  - 2017 : Thor : Ragnarok : Heimdall
  - 2018 : Avengers : La guerre de l'infini : Heimdall
  - 2022 : Sonic le hérisson 2 : Knuckles
  - 2024 : Sonic le hérisson 3 : Knuckles

- Djimon Hounsou dans :
  - 2008 : Chacun son combat : Jean Roqua
  - 2009 : Push: La Division : Henry Carver
  - 2015 : Dangereux 7 : Mose Jakande

- Terry Crews dans :
  - 2010 : Les Sacrifiés : Hale Caesar
  - 2012 : Les Sacrifiés 2 : Hale Caesar
  - 2014 : Les Sacrifiés 3 : Hale Caesar

- 2006 : Arthur et les Minimoys : Seides #2
- 2007 : 300 : le messager perse (Peter Mensah)
- 2009 : District 9 : Thomas (Kenneth Nkosi)
- 2009 : Le Quatrième Type : Awolowa Odusami (Hakeem Kae-Kazim)
- 2010 : La Zone verte : Général Al Rawi (Yigal Naor)
- 2011 : Big Mommas : Tel père, tel fils : Kurtis Kool (Faizon Love)
- 2011 : Capitaine America : Le premier vengeur : Gabe Jones (Derek Luke)
- 2011 : La Montée de la planète des singes : John Landon (Brian Cox)
- 2016 : Pourquoi lui? : Lou Dunne (Cedric the Entertainer)
- 2017 : Lady Bird : Père Leviatch (Stephen McKinley Henderson)
- 2020 : Assiégés : Sylvanius Broward (Kwame Patterson)

#### Films d'animations
- 2000 : La Petite Sirène 2: Retour à la mer : Sébastien
- 2009 : La Princesse et la Grenouille : Louis (chant)
- 2012 : Les Pirates ! Bande de nuls : Le Pirate qui aime les chatons et les levers de soleil
- 2013 : Turbo : Whiplash
- 2013 : Les Avions : Leadbottom
- 2016 : Zootopia : Bucky Oryx-Antlerson
- 2018 : Spider-Man: Dans le Spider-Verse : Jefferson Davis

### Télévision

#### comme acteur
- 1988 : Bye Bye 1988
- 1989 : Les Noces de papier : chauffeur de taxi
- 1989 : Chambres en ville : Georges Magloire
- 1991 : Marilyn
- 1992 : La Montagne du Hollandais : Virgile Kibongo
- 1996 : Windsor Protocol : délégué africain français
- 1996 : Jasmine : Joseph Isidora
- 1996: À la poursuite de Carmen Sandiego
- 1998 : Réseaux : Coco
- 1999 : Deux frères : prof François Yvon
- 2001 : Mon meilleur ennemi : Jude Mokolo
- 2007 : L'Île des défis extrêmes : Chef Albert, D.J. (voix)
- 2010 : Family Guy : Jérôme (voix)
- 2011-2012 : 30 vies : François Miles (saison 1 à 3)
- 2016-2017 : District 31 : Antoine Morais
- 2019 : Passe-Partout : Fardoche
- 2019 : Une autre histoire : André Boissonneault
- 2020 : Bye Bye 2020
- 2020 : Escouade 99 : Raymond Célestin

### Théâtre
- 1998 : Quai Ouest de Bernard-Marie Koltès mise en scène de Alice Ronfard présenté à Espace Go
- 2000 : La Résurrection de Lady Lester de OyamO (aka. Charles F. Gordon) mise en scène de Julie Vincent présenté au Monument National
- 2005 : Le traitement de Martin Crimp mise en scène de Claude Poissant présenté à Espace Go
- 2006 : Titus Andronicus de William Shakespeare mise en scène de Jean Asselin présenté à Espace Libre
- 2007 : Le traitement de Martin Crimp mise en scène de Claude Poissant présenté à Espace Go
- 2009 : Tout est encore possible de Lise Vaillancourt mise en scène de Daniel Meilleur présenté au Théâtre d'Aujourd'hui
- 2009 : Baobab de Hélène Ducharme mise en scène de Hélène Ducharme présenté à la Maison Théâtre
- 2017 : Qu'est-ce qu'on a fait au Bon Dieu mise en scène de Denise Filiatrault présenté au Théâtre du Rideau Vert.